# ボツワナ

ボツワナ共和国
Lefatshe la Botswana（ツワナ語）
Republic of Botswana（英語）

国の標語：Pula!
（ツワナ語:雨）
国歌：Fatshe leno la rona（ツワナ語）
私たちの大地

ボツワナ共和国（ボツワナきょうわこく、英: Republic of Botswana）、通称ボツワナは、南部アフリカに位置する共和制国家。イギリス連邦加盟国である。南を南アフリカ共和国、西と北をナミビア、東をジンバブエ、北をザンビアに囲まれた内陸国である。首都はハボローネ。
国民の79パーセントがツワナ系民族で、公用語は英語とツワナ語である。面積は56.7万平方キロメートル。一院制国民議会が設置される共和制国家で、1966年の独立以来複数政党制を維持している。

## 国名
正式名称は英語で Republic of Botswana（リパブリック・オブ・ボツワーナ）。通称、Botswana。ツワナ語で Lefatshe la Botswana。日本語の表記はボツワナ共和国。通称、ボツワナ。
国名は「ツワナ人の国」を意味している。なおツワナ人はこの国のみにいる民族ではなく、隣国の南アフリカ共和国にはボツワナの総人口の数倍に及ぶツワナ人が存在している。

## 歴史
植民地化以前のボツワナに相当する地域には、セントラル地区のマジョジョ遺跡、チョベ川南岸のニュングエ遺跡、ノースウェスト地区のツォディロ・ヒルズの岩絵遺跡などの遺跡が残っている。
18世紀前半に現在の南アフリカ共和国のトランスバール地方からツワナ系の人々が現在のボツワナに相当する地域に移住し、クウェナ支族のセチェレ1世（在位1831年-1892年）によるバクウェナ首長国やタワナ支族によるバタワナ首長国などのツワナ系の首長国が、先住のサン人、イェイ人、カラハリ人などを包括しながら成立したが、これらの各首長国は1885年にイギリスによってベチュアナランド保護領とされ、イギリスの保護領の一部となった。また、1840年代以降にはグレート・トレックによってトランスバール地方に移住したボーア人が現在のナミビアやボツワナに相当する地域に再移住を行い、現在のボツワナ西部のハンツィ地域とボツワナ東部のトゥリーブロック地域に定着した。

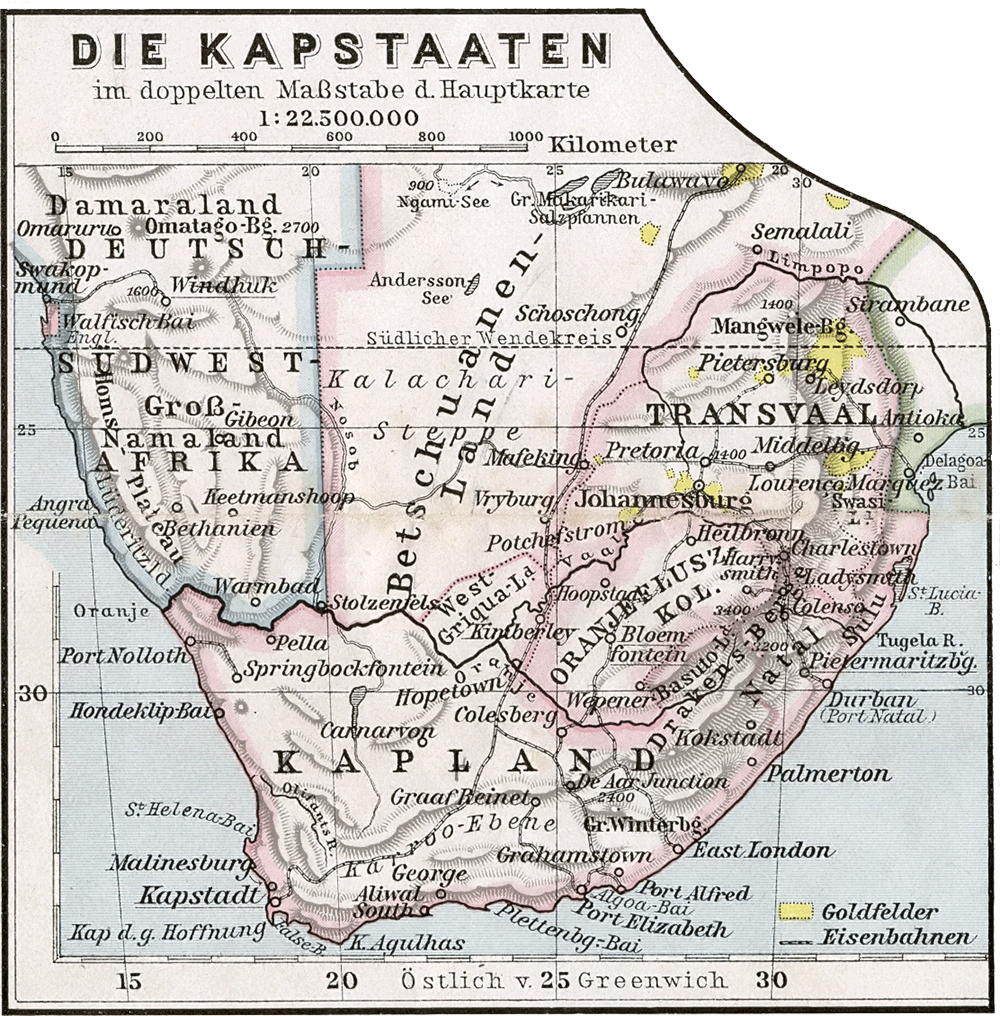
1905年の時点での現在のボツワナ共和国の前身であるイギリス領ベチュアナランド保護領を含む、南部アフリカの地図。

1885年にイギリスの保護領化が宣言された時点で、カトラ、クウェナ、レテ、ングワケツェ、ングワト、チディ-ロロング、ツワナ、トロクワの8つのツワナ系首長国が存在したが、19世紀後半のヨーロッパ列強によるアフリカ分割の文脈の中で、トランスヴァール共和国から西進を狙うボーア人（アフリカーナー）と、南ナミビアを保護領化したドイツ帝国の間に挟まれたツワナ系首長国が、ボーア人の進出とドイツ帝国主義の標的になったことをイギリスが憂慮したため、1885年にイギリスはチャールズ・ウォーレン将軍率いる遠征隊を派遣してボーア人を追放し、東はリンポポ川、西はドイツ保護領のモロポ川の北にまで領域を広げてベチュアナランド保護領を建設した。
1890年にはドイツと協定を結んでチョベ川まで北に保護領を拡大し、現在のボツワナ共和国の前身となる領域を確立した。ベチュアナランド保護領の成立後、現在の南アフリカ共和国のウィットウォーターズランドで発見されていた金鉱脈が北にも存在すると信じた冒険家達はベチュアナランド保護領にも金を求め、イギリス南アフリカ会社のセシル・ローズはベチュアナランド保護領をイギリス南アフリカ会社に移管するように要求したが、カーマ、セベレ、バトエンの3人のツワナ系首長がこのセシル・ローズの目論みに反発してイギリス本国に抗議に訪れた事で、1895年11月にベチュアナランド東部の一部を割譲することを条件に、イギリス帝国内でのベチュアナランド保護領の自立性は保持された。1893年に設立されたベチュアナランド鉄道会社によってベチュアナランド保護領のフライバーグから現南アフリカ共和国のマフェキングにまで鉄道が建設され、1899年にローデシア鉄道会社に運営が移管されたこの鉄道路線は1897年には現ジンバブエのブラワヨ、1902年にはハラレ（当時の名称はソールズベリ）と結ばれた。ベチュアナランド保護領の成立当初、8つのツワナ系首長国への内政干渉は行われない予定だったが、1899年にイギリスの総督は8つのツワナ系首長国に居留地を強制指定し、囲い込みが行われた。
20世紀に入り、1910年にイギリス人とボーア人の共同で南アフリカ連邦が発足するとベチュアナランドはスワジランド、レソトと共に南アフリカ駐在のイギリスの高等弁務官の管轄下に置かれ、1920年にはヨーロッパ人諮問評議会が、1921年にはアフリカ人諮問評議会が設立され、1939年の第二次世界大戦勃発後にはベチュアナランド保護領からも1万人以上が兵士として動員されたことを経て、第二次世界大戦後の1950年に両評議会は合併して合同諮問評議会が設立された。
1960年に憲法が制定された後、1962年にセレツェ・カーマによってベチュアナランド民主党（BDP）が創設され、セレツェ・カーマ率いるBDPは1965年3月の総選挙に勝利した後、首長会議の同意と1966年2月のロンドンでの制憲会議を経て1966年9月30日にボツワナ共和国として独立を達成した。
独立当時のボツワナは最貧国のひとつであり、国内インフラストラクチャーも無いに等しい状態にあった。初代大統領のセレツェ・カーマは、白人主導のアパルトヘイト政策を採用する南アフリカ共和国や南アフリカ共和国の占領するナミビア、イアン・スミス白人政権のローデシアに囲まれた地勢の中、人種間の融和を重んじ、周辺国との関係悪化を避ける慎重な政策を取った。幸運なことに、独立直後の1967年に国内で世界最大規模のダイヤモンド鉱山たるオラパ鉱山がデビアス社によって発見され、この収益が初等教育・医療・インフラ整備といった分野に回されたことが、ボツワナの経済発展の礎となった。また、独立後、セレツェ・カーマ大統領は1969年の国際連合総会で反人種主義を宣言した後、1970年にソ連と、1974年3月に中華人民共和国と国交を結び、1977年にはローデシアとの国境を封鎖した。セレツェ・カーマ大統領は1980年に死去する。
後を継いだ第2代大統領クェット・マシーレもセレツェ・カーマの政策を継承し、その後も1999年までボツワナ経済は非常に高い1人当たり経済成長率を記録し続けた。1990年代以降、ボツワナは深刻なエイズ禍に見舞われている一方、国民一人当たりの総所得は2012年時点で6,994ドルまで成長している。
1998年にフェスタス・モハエが第3代大統領に就任し、2008年にイアン・カーマが第4代大統領に就任、2018年にはモクウィツィ・マシシが第5代大統領に就任した。
1966年の独立以来、一貫してボツワナ民主党（BDP）が執政党となっていたが、2024年10月30日に行われた議会選挙で同党が敗北し、初の政権交代が実現することになった。11月1日、開票結果を受け、野党連合「民主改革のためのアンブレラ」（UDC）の指導者で弁護士のドゥマ・ボコが新たな大統領に就くことが発表された。

## 地方行政区分

ボツワナのディストリクト

ボツワナは10つの地区と7つの都市地区に区分され、さらにサブ・ディストリクトに分けられる。
1. セントラル地区
2. チョベ地区
3. ハンツィ地区
4. カラハリ地区
5. カトレン地区
6. クウェネン地区
7. ノースイースト地区
8. ノースウェスト地区
9. サウスイースト地区
10. サザン地区
11. フランシスタウン
12. ハボローネ
13. ジュワネン
14. ロバツェ
15. セレビ・ピクウェ
16. ソワ

### 主要都市
ハボローネ (Gaborone)
首都であり国内最大の都市であるハボローネの大半は住宅地によって構成されている。住宅地は中、上流階層が住む高級住宅地と、低所得者層が住む住宅地にわかれる。市内には多数のショッピングモールやスーパーマーケットがある。国土が広いこともあり経済規模の割には高層ビルは少ないが、国内企業の本社や外国企業のオフィスが集中しており、ITや交通インフラが整備されている。
フランシスタウン (Francistown)
ノースイースト地区にある国内第2の都市。鉄道をはじめとする交通の要衝でもある。
マウン (Maun)
ノースウェスト地区最大の都市。チョベ国立公園やオカヴァンゴ・デルタに最も近い都市であり、国際線も就航するなど観光の拠点となっている。
セロウェ (Serowe)
セントラル地区の州都。ボツワナの交通の要所となっている都市。首都ハボローネの北350kmに位置する。最大部族ングワトの首都である。
カサネ (Kasane)
ノースウェスト地区とジンバブエとの国境にある都市。

## 地理

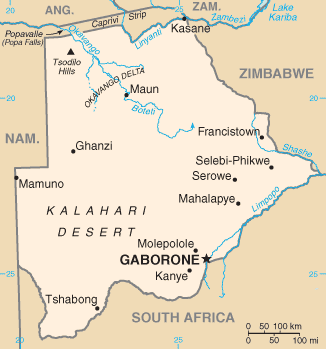
ボツワナの地図

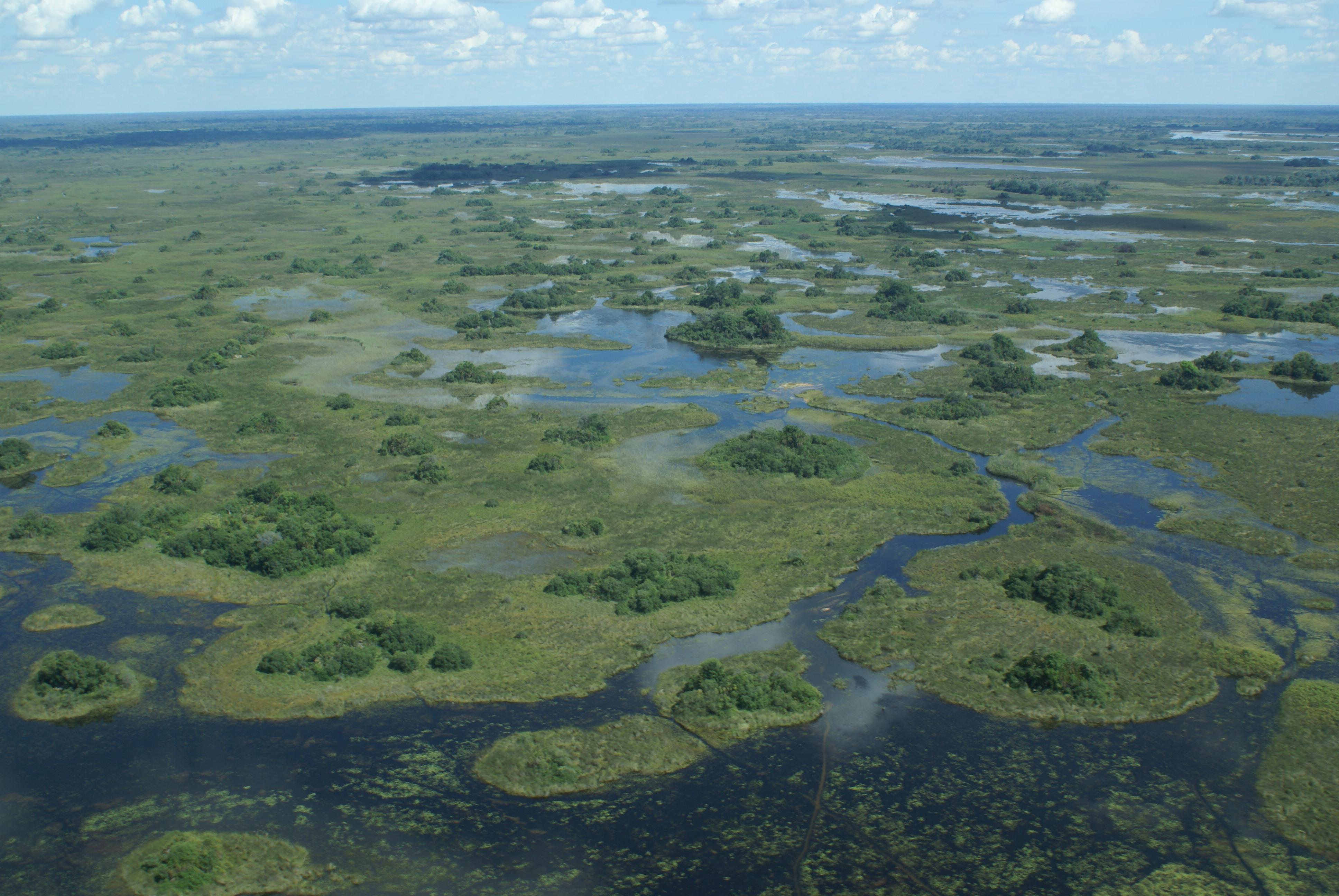
オカヴァンゴ・デルタ

国土面積は世界44位。なお、国土の約17%が政府により指定保護区とされ、開発から手付かずで残されており、世界各国から観光客や研究者が訪れる。
ボツワナは南部アフリカの内陸に位置し、周縁を高地で囲まれ、海から数百キロメートル以上も隔たった内陸国であり、見渡す限りの平原が広がる盆地の中央部にある。また、位置は南緯18～27度であり、大部分が熱帯に属するが、海抜1000メートル前後と高いため、年平均気温は20～23度と温帯並みである。しかし、気温の変動幅は大きく、夏には酷暑日があるが、冬には氷点下まで下がる日がある。季節は、夏の雨季と冬の乾季とに二分される。雨季は11月に始まり、次の年の3月まで続く。乾季は5月から始まり9月まで厳しい乾燥の日が続く。このうちの6～8月が冬であり、晴天の日が続き、日中は暑く、夜は気温が急激に下がり、氷点下になることもある。
北部にはサバンナ気候のためサバンナが覆うが、サバンナにもまばらに低木と草が茂って生えてるところがある。中西部の大半がカラハリ砂漠に覆われており、北には沼地地帯が広がる。多少の降雨があり、多くはステップ気候に分類される。南部はほぼ砂漠になっており、リンポポ川とモロポ川が南アフリカとの国境になっている。
なお、首都のハボローネをはじめとする都市部はオフィスビルも多く、各種交通やITなどのインフラストラクチャーが整っているものの、政府の自然保護政策を受けて多くの緑が残されている。

## 政治

### 共和制

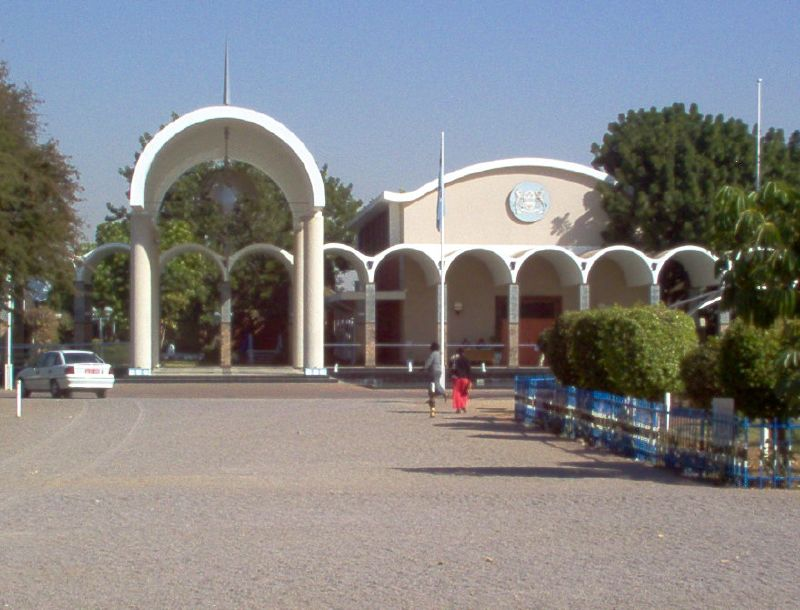
国会

ボツワナは政体に共和制を採用する立憲国家である。両院制の国会を持ち、現行憲法は1966年9月30日に公布された。
国家元首である大統領は、同時に行政府の長も兼ねる。議院内閣制をとっており、大統領は国会により選出され、任期は5年。3選は禁止されている。副大統領および閣僚は大統領により任命される。首相職はない（独立前のベチュアナランド自治政府には1965年から1966年にかけて設置されていたが、独立とともに廃止された）。

### 議会
議会制民主主義が施行されており、立法府は一院制の国民議会である。63議席あり、57議席が国民の直接選挙、4議席が与党、2議席は大統領と司法長官により任命され、任期は5年である。なお、国民議会の諮問機関として、15議席の首長会議が設置されている。任期の定められていないツワナ族の伝統的な首長たち8名のほか、副首長などが5年任期で7名任命される。首長会議にはあくまで諮問機関としての権限しかなく、立法権は国民議会に存在する。

### 政情
ボツワナはアフリカでは数少ない、政情が継続して安定している国の一つである。複数政党制に基づく民主主義制が機能しており、独立以来クーデターや内戦は一度も起きたことがない。
1966年の独立以来、ボツワナ民主党（BDP）が政権を保っていたが、ボツワナ国民戦線 (BNF) やボツワナ会議党 (BCP) といった右派、左派、中道の各政党が国民議会に議席を持ち、実質を持った野党として活動していた。2024年の総選挙において独立以来初となる、野党の民主改革のためのアンブレラへの政権交代が実現した。その際にも政権を手放したBDPのモクウィツィ・マシシ党首（第5代大統領）は選挙結果と敗北を認め、国民の意思を尊重するとしており、政権移行は平和裏に行われた。
選挙制度は単純小選挙区制を建国以来採用している。

## 軍事
ボツワナ国防軍は陸軍と空軍によって構成されており、他に準軍事組織として警察の機動隊が存在する。徴募制度は志願制。内陸国の為海軍は保有しておらず、河川、湖沼を哨戒する軍事的組織も保有していない。3つの組織を合わせた総兵力は10,500人。陸軍が8,500人で最も多くなっている。
ボツワナは、軍事に関する公式の予算書の入手が困難な国である。2018年11月、ストックホルム国際平和研究所はサハラ砂漠以南地域のアフリカ諸国における軍事費の透明性について報告したが、ボツワナは「フランスやスイスから武器を購入して軍事費が急増しているが、国家としての防衛政策や武器調達に関する政府の情報が欠落しており、透明性が悪化している」と報告している。

## 国際関係

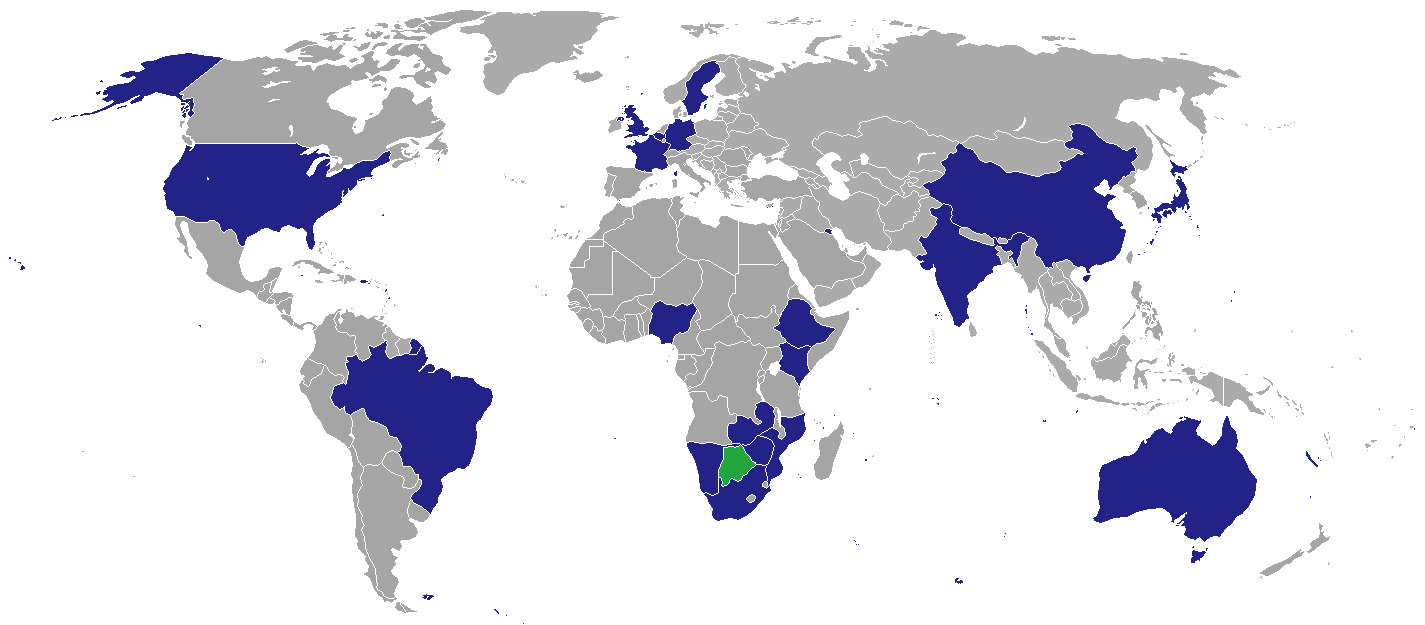
ボツワナが外交使節を派遣している諸国の一覧図。

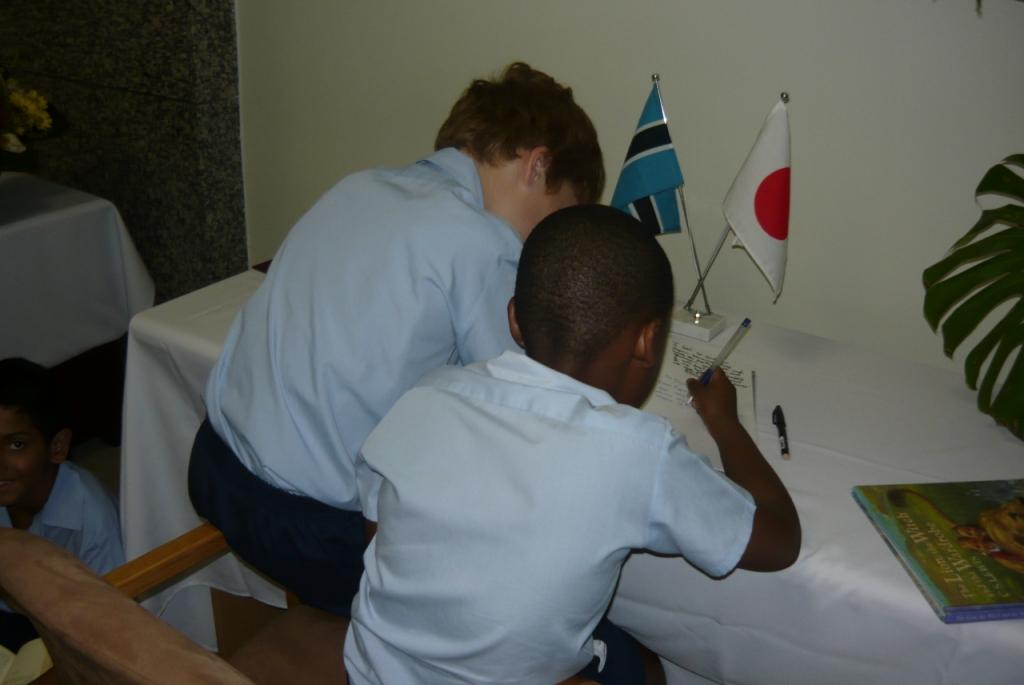
2011年3月22日、在ボツワナ日本大使館にて東日本大震災の犠牲者に弔意を表し記帳するボツワナの子供たち。

近隣諸国のみならず、旧宗主国のイギリスを含むヨーロッパ諸国、日本を含むアジア各国やアメリカ合衆国などと友好な関係を保っている。また、かつてはアパルトヘイト政策を取っていた隣国の南アフリカとは対立関係にあったが、南アフリカの方向転換に伴い、近年は友好的な関係を保っている。なお、イギリス連邦の加盟国である。
南部アフリカ開発共同体 (SADC) の議長国を1980年代から1990年代にかけて長年務めた他、首都のハボローネに事務局を設置している。また国際連合安全保障理事会の非常任理事国となったこともある。

### 日本との関係
1966年の独立直後に正式な外交関係を樹立し、1999年には、駐日大使館が東京都港区芝4丁目に設置された他、非常駐の駐ボツワナ日本国大使館が在南アフリカ日本国大使館内に設置されている。2002年、ムーディーズが日本の長期国債の格付けをA2に引き下げ、ボツワナ国債（A1）より下になったことが話題となった（その後、日本国債の格付けが再び上位になった）。これを受けて、当時の経済産業大臣平沼赳夫が、ボツワナにエイズ患者が多いことを引き合いに出して日本国債の格付け引き下げを批判し、撤回するというハプニングもあった。
2006年には国交成立40周年を記念し、駐日大使館が主催して「ボツワナ・ウィーク」が開催された。また、このパーティーが縁となり、ボツワナ政府はNHKグループに教育専門チャンネル設立の協力を要請し、NHKグループはコンサルタントを派遣し、番組製作のノウハウを教えた。
2008年1月、ボツワナの首都ハボローネに日本大使館が開設される。同年6月、民間登用された三井物産（九州支店長）・松山良一がハボローネ常駐としては初代となる特命全権大使に就任した。また、2010年10月にはイアン・カーマ大統領が実務訪問賓客として訪日し、天皇や菅直人首相と会談するなど、極めて友好的な関係にある。
なお、下記のようにボツワナは中所得国に分類され、日本の一般プロジェクト無償資金協力の供与基準を上回っていることから、多くの近隣諸国と異なり一般無償資金協力事業の対象外となっている。日本からの円借款も環境対策や災害対策などに限られている。
- 在留日本人数 - 48人（2022年10月）[3]
- 在日ボツワナ人数 - 66人（2022年6月）[3]

### 北朝鮮との関係
1974年にボツワナは北朝鮮との国交を樹立したが、その40年後の2014年、朝鮮民主主義人民共和国における人権に関する国連調査委員会の報告書で白日の下に晒された北朝鮮における人権蹂躙を非難して、北朝鮮との外交関係や領事関係を全て断絶した。その後は、いかなる形態の外交関係も保たれていない。

## 経済

### 通貨
ボツワナの通貨単位は「プラ」(pula)。国際通貨コード (ISO 4217) は「BWP」。補助通貨単位は「テベ」(thebe) で、1プラ=100テベ。プラとテベはそれぞれ、「P」と「t」に略される。

### 中所得国
IMFの統計によると、2017年のGDPは約174億ドル。一人当たりのGDPは推定7,584ドルで世界水準と比較しておよそ70％、隣国南アフリカ（6,180ドル）を上回りアフリカ全体では、推定値ではあるが、4位という高さに位置する。
ボツワナは1966年の独立以後、豊かな天然資源と手堅い経済政策、安定した政治状況や高い教育程度に基づき、世界最高水準の経済成長率を1980年代末まで維持し続けた。その結果、他の多くのアフリカ諸国とは異なり1994年に「世界最貧国グループ」から抜け出し（指定解除）、1人当たりGDPはモンテネグロとドミニカ共和国と同クラスの世界80位前後に位置し、「中所得国」に分類されるなど、アフリカの優等生といわれ、堅実な経済状況を保ち続けている。
なお、200万人に満たない人口しかないものの、総GDP（為替レート）は、ボツワナより人口が多いラオスやジンバブエ、ボスニア・ヘルツェゴビナなどと同程度の世界120位前後となっている。

### 産業多角化の推進
2017年度のインフレ率は3.3%
と比較的安定している上、同年度の経済成長率は2.4%
と安定した経済成長率を保ち続けているものの、世界銀行の統計では、2010年の失業率が17.9%で、2007年の民間の調査結果では40%近い失業率も報告されている。このためボツワナ政府は国内の雇用や所得を増やそうと、デビアスに働きかけてDiamond Trading Company Botswana（DTCB）を共同でハボローネに設立し、かつては原石のまま輸出されていたダイヤモンドの選別や販売の機能を誘致した（後述の「DTC」の項も参照）。
高い国民の教育レベルやインフラストラクチャーの整備をバックに、産業の多角化や外資の積極導入を行い、これを克服しようとしている。実際に、外資の積極導入を推進するために為替の自由化を導入したほか、外国企業に対する優遇税制の導入や、低い法人税率の導入を実現し、さらに汚職防止策の導入や政府による職業訓練の導入などを進めている。しかし、長年の課題である経済多角化については、まだ大きな成果はあがっていない。
農業では、牛肉を産する牧畜は盛んであるものの、野菜や主食となる穀物は南アフリカ共和国からの輸入が多い。
ただし、2018年時点で、経済の多角化は失敗しているという評価がある。ボツワナ経済の中心であるダイヤモンド鉱山は、2016年時点で、残り20年ほどで枯渇すると考えられており、多角化の推進は急務とされる。

### インフラ整備
これらの堅実な経済状況に伴い、ガスや電気、水道や通信、交通網などの基本インフラストラクチャーや、携帯電話網やITインフラストラクチャーも都市部を中心に整えられている。さらに国内都市部を中心とした高速道路の整備も進められている。

### 工業・農業

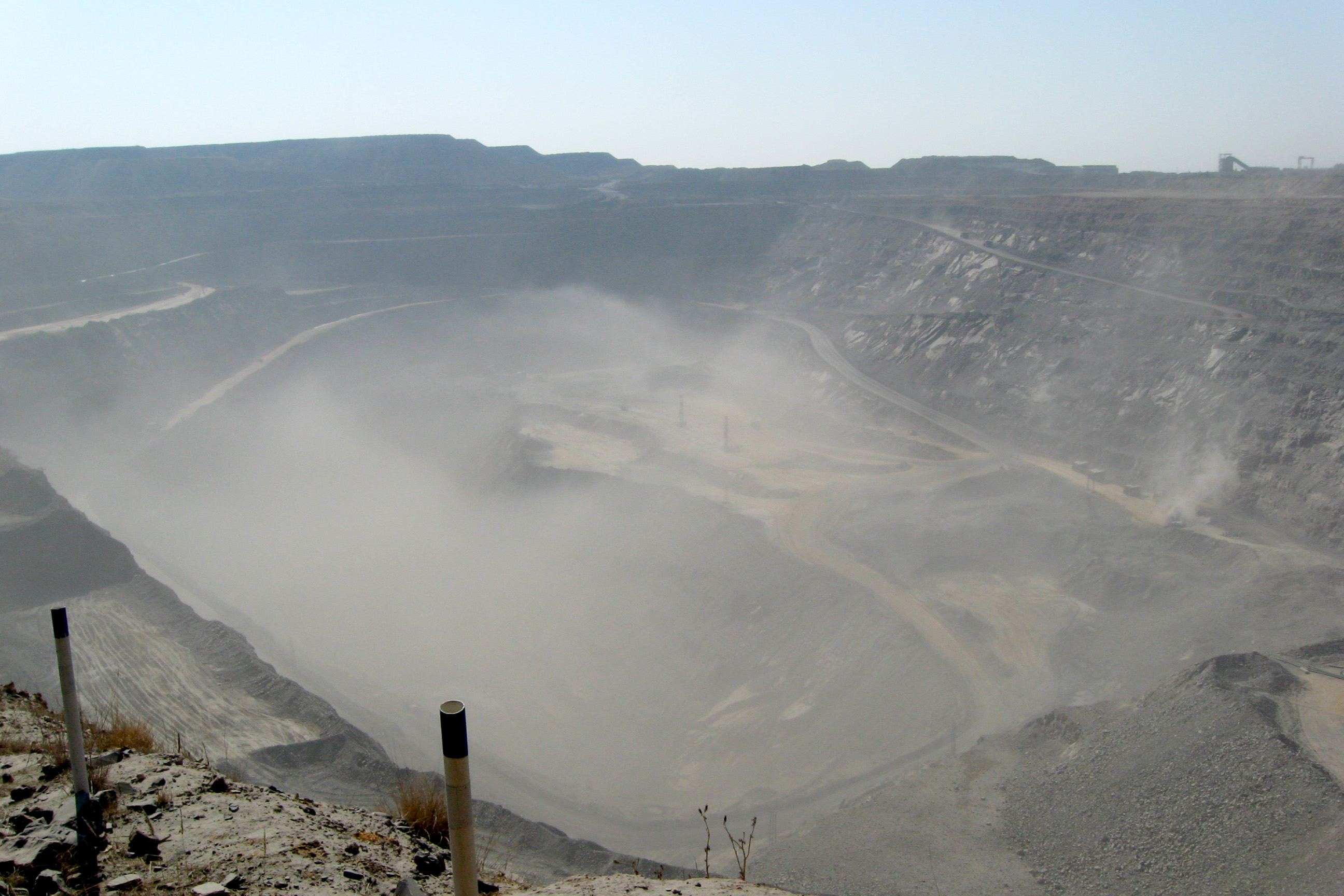
ジョワネンダイヤモンド鉱床。

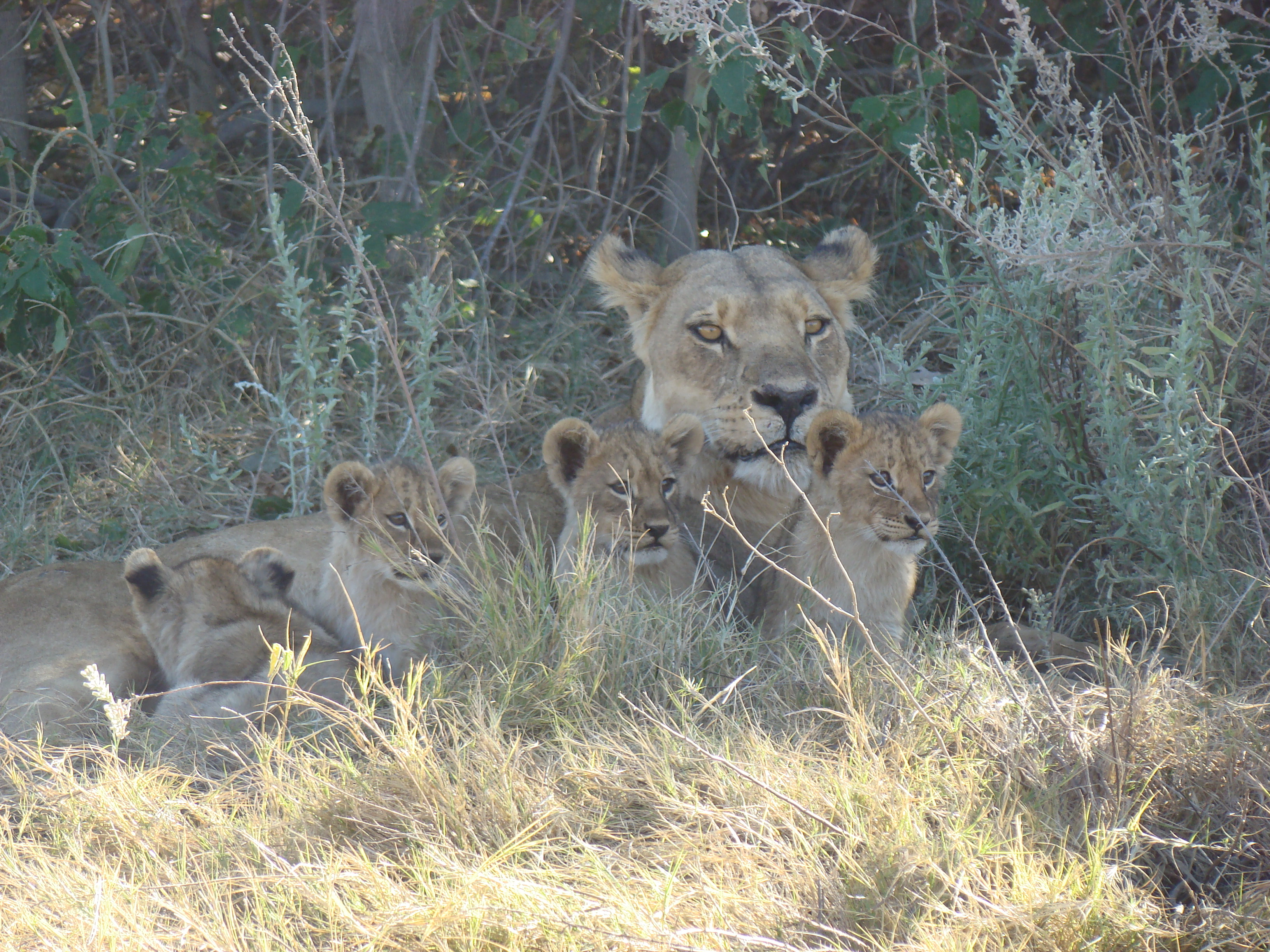
モレミ野生動物保護区内で休むライオンの親子。

農業部門では、自給農業と牛や羊の畜産が中心で、牛肉の輸出の割合が大きい。食品加工などの軽工業は発展しているものの、現在のところ重工業やハイテク産業はほとんど未発達であり、諸外国からの誘致を進めている。

### 鉱物資源
ダイヤモンド鉱床が1967年に発見されたのに続き、1970年代に多数の鉱床が相次いで発見されたため、ダイヤモンドの採鉱事業は、ボツワナ経済の中心となっている。ダイヤモンドだけで、GDPの3分の1を超え、輸出総額の75%から90%、国の歳入の約半分を占める。その他の鉱物資源としては、銅やニッケルなどがあり、これらの輸出によって外貨を得ている。
2017年、オークションに出品されたボツワナ産ダイアモンド、レセディ・ラ・ロナ（ツワナ語で私たちの光という意味）は、1,109カラットの大きさの原石であり、オークションに出品され、ダイアモンドとしては過去最大の大きさのものとして話題となった（入札は不調に終わっている）。さらに2024年にはボツワナ北東部にあるカロウェ・ダイヤモンド鉱山で採掘された2492カラットのダイヤモンドの存在が明らかにされた。大きさとしてはカリナンに次ぐ史上2番目の規模。
なお、2016年時点で、ダイヤモンド鉱山は残り20年で枯渇するという調査があり、経済の多角化が必要とされている。

### DTC
2008年にロンドンにあったデビアスのダイヤモンド・トレーディング・カンパニー (DTC) をロンドンからボツワナの首都ハボローネへの誘致に成功した。その影響で多くの研磨工場が作られた。

### 観光
オカバンゴ湿地帯やチョベ国立公園、カラハリ砂漠やモレミ野生動物保護区など観光資源が豊富な上に、近隣諸国に比べ治安が良く政情も安定していることや、政府が観光に力を入れている事から観光客が堅実に増加しており、政府主導で国内のホテルの整備を進めるなど更なる観光客の誘致を行っている。

### データ
CIA『ザ・ワールド・ファクトブック』による2000年の輸出入データは以下の通り。
輸出品目ダイヤモンド 90%、銅、ニッケル、ソーダ灰（工業用炭酸ナトリウム）、肉、織物
輸出先欧州自由貿易連合 (EFTA) 87%、南部アフリカ関税同盟 (SACU) 7%、ジンバブエ 4%。
輸入品目食料品、機械類、電化製品、輸送設備、織物、石油燃料、石油製品、木製品、紙製品、金属、金属製品
輸入先南部アフリカ関税同盟 (SACU) 74%、欧州自由貿易連合 (EFTA) 17%、ジンバブエ 4%。

## 交通

### 国内

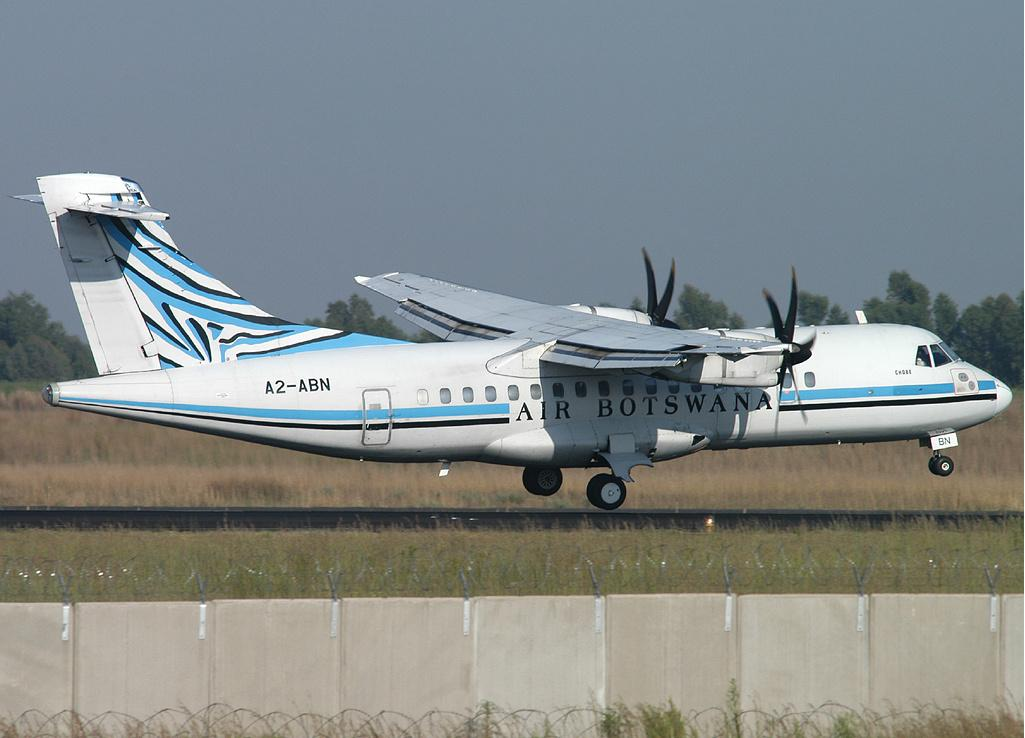
エア・ボツワナのATR42型機。

国内には路線バスや航空機による路線網が整備されている。なお、路線バスや航空網の整備と比べて、国内の鉄道網は余り整備されていないものの、近隣諸国間との国際列車が運行されている。
自家用自動車の普及率が高い上、都市部の道路整備は進んでいるものの、高速道路網の整備は都市部以外に進んでいない。なお、旧宗主国のイギリスや日本同様左側通行である。

### 国際
ハボローネやマウンなどの複数の都市に国際定期便が乗り入れており、ハボローネのセレツェカーマ国際空港と南アフリカ共和国のヨハネスブルグや、ケニアのナイロビの間には頻繁に定期便が運航されている。さらに、隣国の南アフリカ共和国やジンバブエとの間には国際列車や定期長距離バスが頻繁に運行されている。
また、現在日本との間には直行便は運航されていないが、ヨーロッパの各都市や南アフリカ共和国からフラッグ・キャリアのエア・ボツワナなどの定期便でハボローネへ入る事が一般的である。

## 国民

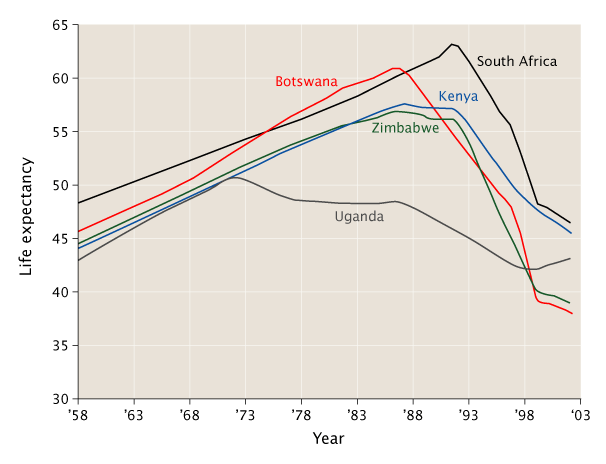
南部アフリカ地域の平均寿命の推移（赤がボツワナ）。エイズの蔓延により、1990年代にかけて平均寿命が低下している。

### 人口
ボツワナの人口は、独立前の1961年に33万2000人だったものが1986年には113万人、2017年には229万人にまで増加した。

### 民族
もともとコイサン語族に属する言語を話す人々が住んでいたが、17世紀半ば南部の現在の南アフリカより移動してきたツワナ人が支配した。コイサン系の言語を用いる人々の人口は少ないが現在も国内各地に住んでいる。
彼らは従来、狩猟、採集などの移動生活をしていたが、現在では国による定住政策がかなり進み以前のような生活をしている人は少ない。この国の人口の約79%をツワナ人が占め、ショナ系のカランガ人が11%他にはツワナ人からバサルワと呼ばれるサン人（グイ、ガナ、3%）、ツワナ系だが少数派のカラハリ人と白人などが7%住んでいる。

### 言語
公用語は英語（話者2.1%）である。一般にツワナ語 (78.2%)、ショナ系のカランガ語 (7.9%)、ツワナ系のカラハリ語 (2.8%)、その他 (8.6%) が使われており、不明が0.4%。

### 宗教
伝統信仰とキリスト教がそれぞれ半分程度である。

### 保健
かつてはエイズ (HIV/AIDS) 感染率が世界最高（2000年の調査で成人の38.8%）となっていた。政府は、国の歳入の多くを失業対策とエイズ対策に注ぎこまざるを得ない状況である。かつてはアフリカで最も平均寿命が長い国の一つだったが、エイズが蔓延した影響で現在の平均寿命は50歳と非常に短い。政府のエイズ対策の結果、2001年をピークに感染率は減少しているが、2013年のデータで感染率21.9%（世界3位）と依然として高い。
なお、衛生状態は近隣諸国に比べて良く、水道水を飲むことも可能である。

### 婚姻
婚姻時に女性は、婚前姓をそのまま用いること(夫婦別姓)、夫の姓への改姓（夫婦同姓）、複合姓、夫の氏名に「Mrs.」を追加したものとする、のうちより選択することができる。

### 教育
ボツワナ政府が教育に力を入れている上に、安定した政治と経済を背景に、公立学校と国立学校、私立学校が全国規模で整備されている。2003年の推計によれば、15歳以上の国民の識字率は81.2%である。これはアフリカ諸国だけでなく、世界でも高い方に分類される。主な高等教育機関としては、ボツワナ大学（1982年開校）が挙げられる。

## 文化

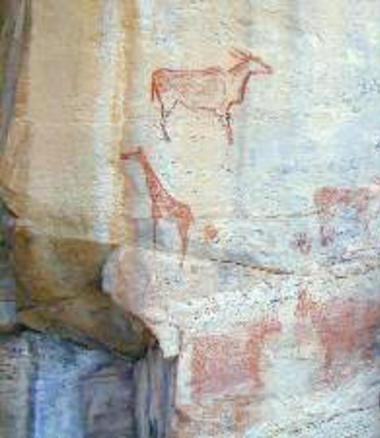
ツォディロ

### 文学
ボツワナの作家として、法律家でもあるユニティ・ダウや、南アフリカ出身のベッシー・ヘッドなどがいる。

### 世界遺産
ボツワナ国内には、ユネスコの世界遺産リストに登録された文化遺産と自然遺産が各1件存在する。

### 祝祭日
| 日付             | 日本語表記                 | 現地語表記 | 備考                             |
| ---------------- | -------------------------- | ---------- | -------------------------------- |
| 1月1日-2日       | 元日                       |            |                                  |
| 移動祝日         | 聖金曜日                   |            | 3月 - 4月                        |
| 移動祝日         | 復活祭後月曜日             |            | 3月 - 4月                        |
| 5月1日           | メーデー                   |            |                                  |
| 移動祝日         | 主の昇天                   |            | 復活祭の40日後                   |
| 7月1日           | サー・セレツェ・カーマの日 |            | 初代大統領の誕生日               |
| 7月第3月曜日     | 大統領の日                 |            |                                  |
| 大統領の日の翌日 | 国民の休日                 |            | 大統領の日とその翌日が休日となる |
| 9月30日          | 独立記念日                 |            |                                  |
| 10月1日          | 国民の休日                 |            | 独立記念日とその翌日が休日となる |
| 12月25日         | クリスマス                 |            |                                  |
| 12月26日         | ボクシング・デー           |            |                                  |

### スポーツ
旧宗主国であるイギリスの影響を受けて、ボツワナではサッカーやクリケット、ゴルフ、テニスなどが盛んなスポーツとなっている。ハボローネ郊外にはゴルフコースが隣接した本格的な「ゴルフリゾートホテル」もある。2010年代より陸上競技で目まぐるしい活躍を見せており、レツィレ・テボゴ、アイザック・マクワラやナイジェル・アモスといった世界的な選手を輩出している。アモスは2012年ロンドン五輪男子800mで銀メダルを獲得している。テボゴは2024年パリ五輪男子200mにて金メダル、4×400mリレーでは銀メダルを獲得した。
サッカー
ボツワナ国内でサッカーは圧倒的に1番人気のスポーツとなっており、1966年にプロサッカーリーグのボツワナ・プレミアリーグが創設された。ボツワナサッカー協会によって構成されるサッカーボツワナ代表は、これまでFIFAワールドカップへの出場歴はない。アフリカネイションズカップには2012年大会で初出場を果たしたが、グループリーグ3連敗し最下位で敗退した。

## 著名な出身者
- セレツェ・カーマ - 初代大統領
- ジプシー・セロルワネ - 元サッカー選手
- レツィレ・テボゴ - 陸上選手